# Sestao Sport Club
El Sestao Sport Club S.A.D. fou un club de futbol basc, de la ciutat de Sestao a Biscaia.

## Història
El Sestao Sport Club va ser fundat l'any 1916. Va existir un total de 80 anys abans de desaparèixer el 1996. En aquests anys va jugar 17 temporades a Segona Divisió, destacant als anys 80 i 90, i estant a punt d'assolir l'ascens a Primera el 1987.
Amb la desaparició del club es creà una nova entitat anomenada Sestao River Club. River era el nom tradicional amb què era conegut el Sestao SC. Aquest sobrenom fou creat durant els anys 70, en què el club vivia una forta rivalitat amb el Barakaldo CF, que pel color de la seva samarreta era conegut com el Peñarol.

## Jugadors i entrenadors destacats
- Ernesto Valverde
- José Luis Mendilibar Etxebarria
- Javi González
- Alberto Albistegui
- Hermenegildo Elices
- Javier Irureta
- Blás Ziarreta
- Andoni Aspiazu
- Iñaki Villarejo
- Javier Echevarría Iruarrizaga
- Kali Garrido

## Palmarès
- Copa de la Lliga de Segona B
- Copa Federació de futbol
- Trofeu Ayuntamiento de Sestao
- Copa de Vizcaya
- Copa de Euskadi
- Trofeu La Sardina
- Trofeu Barakaldo